# Otto VI de Schaumbourg
Otto VI de Schaumbourg, prince de Schaumbourg, né le 1er mars 1614 et mort le 15 novembre 1640 à Bückeburg, est le dernier membre de la lignée des comtes de Holstein-Schaumbourg-Pinneberg.

## Origine
Otto VI est le fils de Georges-Hermann († 21 décembre 1616), fils cadet de Jobst II de Schaumbourg-Gehmen et d'Élisabeth de Lippe (9 juillet 1592 - 16 juin 1646), fille de Simon VI de Lippe († 1613) et d'Elisabeth de Holstein-Schaumbourg († 1638).

## Succession
Le 5 novembre 1635, à la mort sans descendance de son cousin Jobst-Hermann, il hérite de la principauté de Schaumbourg-Pinneberg. Il meurt lui-même à l'âge de 26 ans, sans alliance ni postérité, cinq années après.
Alors que la Guerre de Trente Ans déchire encore l'Allemagne, son héritage est revendiqué par ses plus proches parents en ligne agnatique : le roi Christian IV de Danemark et le duc Frédéric III de Holstein-Gottorp. Sa mère, qui est son exécuteur testamentaire, cède ses droits sur Pinneberg au Danemark contre une indemnité de 145.000 rixdales, mais le comté de Schaumbourg est partagé. Elisabeth réussit à assurer à son frère Philippe de Lippe (qui par leur mère est apparenté à la lignée de Holstein-Schauenbourg), Bückeburg, Stadthagen, Hagenberg, Steinbude et Arensbourg, qui constituent la Principauté de Schaumbourg-Lippe. Rinteln, Oldendorf et d'autres domaines sont incorporés à la Principauté de Lunebourg par le duc de Brunswick ou saisis par les Landgraves de Hesse-Cassel.